# Кота-Маруду (округ)
Кота-Маруду — округ на півночі Сабаху в Малайзії, один з трьох округів підрозділу Кудат, на південному березі затоки Маруду. Адміністративним центром округу є містечко Кота-Маруду.
Площа округу складає 19,17 км².

## Географія
Округ займає південь підрозділу Кудат. Має вихід до затоки Маруду та невелику берегову лінію Південнокитайського моря. Берег затоки заболочений, вкритий манграми. Прибережні зарості багаті на рибу та креветок.
В окрузі протікає чимало невеликих річок, серед яких основними є Манггаріс, Лангкон, Сунгой, Рагарох, Бонган-Ракіт, Таритіпан, Расак, Тандек, Ракіт, Сумбілінган.
Через округ проходять дві основні автомобільні дороги. Одна з'єднує Кота-Кінабалу та Кота-Белуд з Кудатом, а друга відгалужується від першої та веде до Кота-Маруду та Пітаса.

## Історія
Відоме як брунейське володіння з XVI століття. «Генеалогія правителів Брунею» повідомляє, що одній із принцес 8-й султан Брунею Саїф Ріджал надав у володіння 6 територій, в тому числі й Маруду. 
На початку XIX століття на території округу існувала напівнезалежна держава Сяріфа Османа. Джеймс Брук називав регіон піратським та работоргівельним центром. Натомість сучасна малайська історіографія стверджує, що режим Сяріфа чи Сяріфів був протодержавою, яка підтримувала лад і торгівлю на території сучасного Сабагу. За різними версіями Сяріф був одружений з представницею королівської родини Брунею чи Сулу. Імовірно, що він визнавав себе васалом султана Сулу.
У серпні 1845 року за рекомендацією Джеймса Брука, а також за іншими джерелами брунейського султана Омара Алі Саїфуддіна II британська ескадра під командою адмірала Томаса Кокрейна атакувала форт Кота-Маруду та знищила його захисників.

## Населення
Населення на 2010 рік складало 72,9 тисяч осіб.
Округ характеризується великим різноманіттям мов, частина з яких є ендемічними для регіону. Усі мови належать до західної підгрупи малайсько-полінезійських мов, переважно до дусунських мов. Поширеною є центрально-дусунська мова. Серед місцевих мешканців — талантанги, 800—1000 осіб з яких розмовляють мовою гаро, або кота-маруду-талантанг. На півдні округу та в північному селищі Паронг, заснованому переселенцями з півдня, приблизно 1250 осіб спілкуються мовою кота-маруду-тінагас. На південному сході округу мешкають носії мови сонсогон. Деяка частина мешканців поблизу автодороги Кота-Белуд — Кудат спілкуються мовою тебілунг
Основне заняття населення — рибальство.